# 倉敷市立郷内中学校
倉敷市立郷内中学校（くらしきしりつ ごうないちゅうがっこう）は、岡山県倉敷市林にある公立中学校。

## 沿革
- 1947年（昭和22年） - 郷内村立郷内中学校として開校。
- 1959年（昭和34年） - 合併により児島市立郷内中学校と改称。
- 1967年（昭和42年） - 合併により倉敷市立郷内中学校と改称。

## 部活動
- ソフトテニス部
- バレーボール部
- 野球部
- 陸上競技部
- 吹奏楽部
- 美術部

## 通学区域が隣接している学校
- 倉敷市立琴浦中学校
- 倉敷市立児島中学校
- 倉敷市立味野中学校
- 倉敷市立福田南中学校
- 倉敷市立福田中学校
- 倉敷市立新田中学校
- 倉敷市立多津美中学校
- 岡山市立灘崎中学校